# 군넬 린드블롬
군넬 린드블롬(Gunnel Lindblom, 1931년 12월 18일 ~ 2021년 1월 24일)은 스웨덴의 배우이다.

## 출연 작품
- 서칭 포 잉그마르 베르히만 (2018)
- 밀레니엄 제1부 - 여자를 증오한 남자들 (2009)
- 90 미니츠 오브 더 90's (2000)
- 결혼의 풍경 (1973)
- 걸즈 (1968)
- 기아 (1966)
- 러빙 커플 (1964)
- 겨울 빛 (1963)
- 침묵 (1963)
- 처녀의 샘 (1960)
- 제7의 봉인 (1957)
- 산딸기 (1957)